# ГП-21

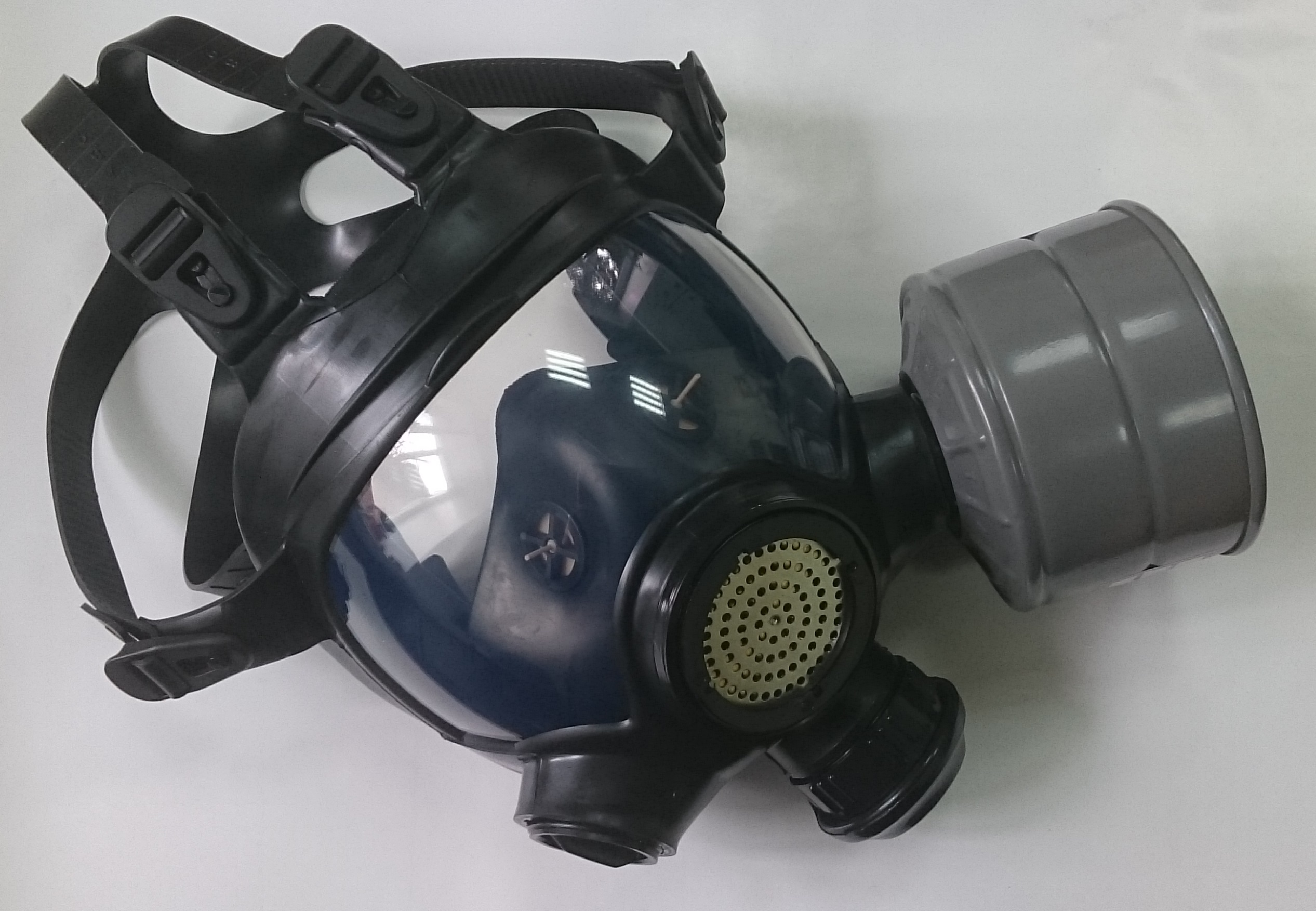
Гражданский противогаз ГП-21У с лицевой частью МП-3 и фильтром ФК-Универсал

Гражданский противогаз ГП-21 — фильтрующее средство индивидуальной защиты органов дыхания, глаз и кожи лица человека. Производится в различных модификациях: ГП-21, ГП-21В (оба по ВКЯП.260.475.000 ТУ), ГП-21У, ГП-21УВ (оба по ТУ 8027-346-05808014-2015).

## Назначение
Гражданский противогаз ГП-21 предназначен для защиты органов дыхания, лица и глаз гражданского взрослого населения, в том числе личного состава нештатных аварийно-спасательных формирований, нештатных формирований по обеспечению выполнения мероприятий по гражданской обороне и аварийно-спасательных формирований федеральных органов исполнительной власти, от отравляющих веществ, радиоактивных веществ, аварийно химических опасных веществ ингаляционного действия, находящихся в воздухе в виде газов, паров и аэрозолей, а также от биологических (бактериальных) средств в условиях чрезвычайных ситуаций, которые обусловлены техногенными авариями и катастрофами, террористическими актами, применением оружия массового поражения.

## Конструкция
Лицевая часть гражданского противогаза ГП-21 состоит из корпуса в виде низкопрофильной маски объемного типа с подмасочником, обтюратором, отформованным заодно целое с корпусом маски, панорамного «мягкого» стекла термическим способом вмонтированного в корпус, неразборного переговорного устройства капсульного типа, узла выдоха, оголовья, двух узлов вдоха - подсоединения фильтра, один из которых закрыт заглушкой. Для учета индивидуальных особенностей пользователей лицевая часть имеет левостороннее и правостороннее расположение узлов вдоха – подсоединения фильтра. При этом оба узла вдоха имеют резьбовые соединения (один из узлов закрыт ввинчиваемой  заглушкой). Это позволяет избежать перестановки седловины узла вдоха при смене расположения фильтра. Лицевая часть имеет шеститочечное крепление оголовья с самозатягивающимися пряжками для быстрой подгонки к любому типу лица. Панорамное стекло изготовлено из прозрачного гибкого полимерного материала, стойкого к истиранию и при различных механических воздействиях (удары, нагрузки) оно не деформируется и возвращается в первоначальное состояние. Наличие в конструкции лицевой части подмасочника обеспечивает плотное прилегание лицевой части к носу и рту пользователя, а встроенные в подмасочник клапаны исключают возможность запотевания внутренней поверхности панорамного стекла.
Лицевая часть может оснащаться питьевым устройством, обеспечивая возможность приема воды из фляги во время работы в зараженной атмосфере. Разновидность гражданского противогаза ГП-21 с лицевой частью, оснащенной питьевым устройством, именуется — ГП-21В. Конструкция лицевой части позволяет избежать применения средств против запотевания очкового узла.
Лицевая часть (включая подмасочник) противогаза выпускается в 2-х ростах (размерах): 1 и 2.
Лицевая часть соответствует категории 3 (Cl 3) – маски специального назначения, предназначенные для применения в аварийных условиях.
Фильтр гражданского противогаза ГП-21 имеет форму цилиндра, с наружной навинтованной горловиной для присоединения к лицевой части. Снабжен поглощающим слоем (шихта) и противоаэрозольным фильтром. Корпус фильтра изготовлен из металла с лакокрасочным покрытием. Материал фильтра не разрушается, позволяет визуально без проведения испытаний определять видимые повреждения (вмятины) и пересыпание шихты в месте повреждения. Закатной шов фильтра расположен в зоне фильтрующего элемента, что исключает попадания неочищенного воздуха (химически опасных веществ) в зону вдоха, в случае механического повреждения закатного шва.

## Комплектация
В состав комплекта гражданского противогаза ГП-21 входят:
- лицевая часть МП-3 (для ГП-21, ГП-21У) или МП-3В (для ГП-21В, ГП-21УВ) — 1 штука;
- фильтр комбинированный в металлическом корпусе — 1 штука (в зависимости от предприятия-изготовителя в комплект могут входить фильтры ФК-Универсал A1B1E1K1HgSXP3D, фильтр комбинированный A1B1E1K1HgP3D);
- сумка противогаза — 1 штука;
- крышка фляги — 1 штука (только для ГП-21В, ГП-21УВ);
- руководство по эксплуатации — 1 штука на упаковочное место;
- формуляр — 1 штука на партию.

## Технические характеристики
- Масса противогаза в комплекте без сумки — не более 800 грамм.
- Площадь поля зрения — не менее 70 %.
- Разборчивость речи при надетом противогазе — не менее 80 %.
- Сопротивление постоянному воздушному потоку на вдохе при объемном расходе воздуха 30 дм3/мин — не более 200,0 Па.
- Объёмное содержание диоксида углерода во вдыхаемом воздухе — не более 1,0 %
- Коэффициент подсоса под лицевую часть аэрозоля стандартного масляного тумана — не более 0,001 %.
- Коэффициент проницаемости ФПК по аэрозолю стандартного масляного тумана — не более 0,001 %.
- Коэффициент проницаемости по парам радиоактивного йода-131 — не более 0,01 %
- Температурный диапазон эксплуатации — от минус 40 до плюс 40 градусов Цельсия.

Время защитного действия ФПК по опасным химическим веществам при расходе воздуха 30 дм3/мин.
- Циан водорода при концентрации 5,0 мг/дм3 — не менее 18 минут.
- Циан водорода при концентрации 1,1 мг/дм3 — не менее 25 минут.
- Циан хлористый при концентрации 5,0 мг/дм3 — не менее 18 минут.
- Циклогексан при концентрации 3,5 мг/дм3 — не менее 70 минут.
- Сероводород при концентрации 1,4 мг/дм3 — не менее 40 минут.
- Хлор при концентрации 3,0 мг/дм3 — не менее 20 минут.
- Диоксид серы при концентрации 2,7 мг/дм3 — не менее 20 минут.
- Аммиак при концентрации 0,7 мг/дм3 — не менее 50 минут.
- Пары ртути при концентрации 0,013 мг/дм3 — не менее 6000 минут.
- Декан при концентрации 0,05 мг/дм3 — не менее 1500 минут.

## Упаковка и хранение
Гражданские противогазы ГП-21 упаковываются, транспортируются и хранятся в заводской упаковке — деревянных ящиках, которые опломбированы на предприятии-изготовителе. Каждый ящик содержит 20 комплектов противогазов: 10 комплектов с лицевыми частями 1 роста, 10 комплектов с лицевыми частями 2 роста. В каждый ящик вкладывается руководство по эксплуатации противогаза. В ящик № 1 каждой партии противогазов вкладывается формуляр на партию.
Гарантийный срок хранения гражданского противогаза ГП-21, предоставляемый предприятиями-изготовителями — 12,5 лет с даты изготовления.

## Дополнительные сведения
Гражданский противогаз ГП-21 не требует применения дополнительных патронов ДПГ-3 для обеспечения защиты от аммиака и его производных. При этом противогаз не обеспечивает защиту от органических паров и газов с температурой кипения менее +65 °С (таких как: метан, этан, ацетилен, окись этилена и других), монооксида углерода, оксидов азота. Для защиты от монооксида углерода и оксидов азота необходимо применение комплекта фильтров специальных ПЗУ-ПК.